# Bulbophyllum exile
Bulbophyllum exile là một loài phong lan thuộc chi Bulbophyllum.